# Přední synagoga (Třebíč)

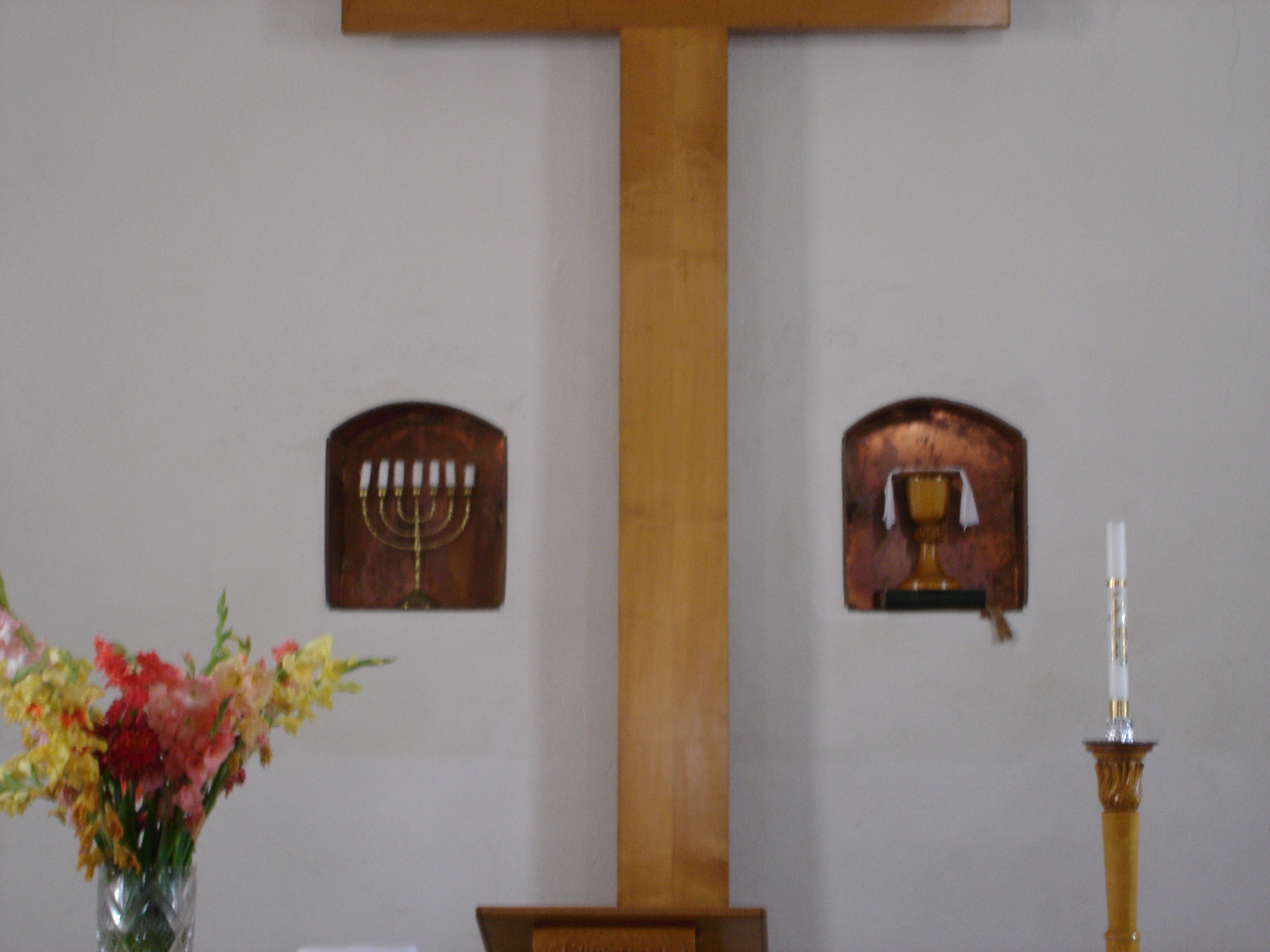
Kalich a sedmiramenný svícen za oltářem

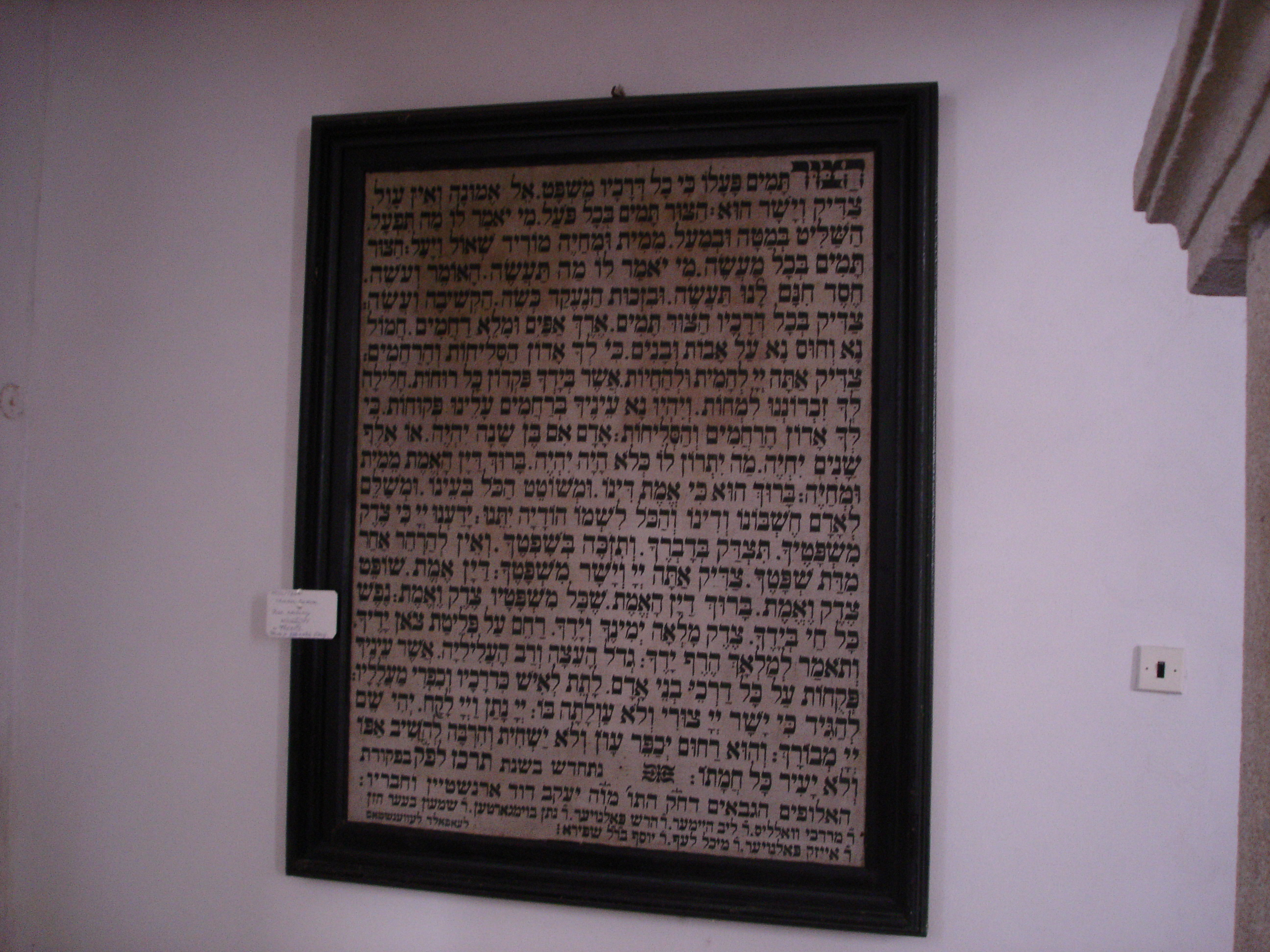
Obraz s nápisem v hebrejštině

Přední synagoga (též Stará) je jednou ze dvou dochovaných v Třebíčské židovské čtvrti. Od 50. let 20. století slouží jako kostel církvi československé husitské pod názvem Sbor Dr. Karla Farského.

## Historie
Synagoga byla vystavěna na západním okraji židovské čtvrti v blízkosti nejstarších židovských domů na Předklášteří a byla situována za souvislou linií domů křesťanů. Půdorys přední synagogy zachytil v roce 1727 F. L. Knittel jen velmi schematicky jako obdélník, v němž je v jižní stěně zřetelně vyznačen tehdejší vstup do modlitebny (dnes se vstup nachází na západní straně). Na velmi přesném půdorysu, zakresleném o více než sto let později (1835) do indikační skici, nápadně vystupují z obdélníku na jižní a severní straně menší přístavby. Prostý vzhled korespondoval s požadavkem, aby se stavba synagogy ničím neodlišovala od okolí.
Kdy přesně byla Přední synagoga postavena, nelze přesně určit. Podle tradičních představ první synagoga na tomto místě stála v raném středověku. Jakob Kořatek převzal bez jakéhokoliv komentáře názor J. E. Horkého o původu nejstarší třebíčské synagogy až z 10. století. Pouze při tom opravil Horkého nesprávný převod hebrejského datování jejího údajného základního kamene z roku 978 na rok 933.
Tentýž Jakob Kořatek konstatoval, že současná stavba byla postavena mezi léty 1639–1642. Při datování stavby vycházel z hebrejského textu * umístěného na pamětní tabuli. V české podobě zní takto:
„Tato posvátná modlitebna byla založena v roce 5399 (hebrejský letopočet, podle námi používaného kalendáře jde o rok 1639) od stvoření světa a byla dokončena v roce 5402 (1642) a třikráte její střecha shořela pro naše velké hříchy: v roce 5519 (1759), 5581 (1821), 5616 (1856) a byla obnovena v roce 5617 (1857). Při tom byl zřízen malý modlitební prostor a nad ním dřívější ženské oddělení a vchod byl přemístěn na západ. Podruhé byla obnovena ke cti a nádheře v roce 5640 (1880), potřetí byla obnovena v roce 5682 (1922).“
Nelze konstatovat, zda všechny uvedené letopočty jsou pravdivé. Nicméně text potvrzuje několik oprav a stavebních úprav objektu. Konstatuje opravu střechy v roce 1759, není zde ale připomenuto žádné snižování střechy na příkaz valdštejnské vrchnosti o dva roky dříve (1757), jak se často uvádí v populárně naučné literatuře.
Obnova po požáru roku 1821 musela proběhnout poměrně rychle a kvalitně. V pozemkové knize totiž zůstal zachován zápis o úředním, soudním odhadu stavební ceny jednotlivých objektů v majetku židovské obce z roku 1822. U Přední synagogy byl zjištěn v té době dobrý stav a cena byla odhadnuta na 3000 zlatých.
Největší zásah do podoby Přední synagogy si vyžádal požár roku 1856. Již o rok později byla synagoga přestavěna v novogotické podobě. Při úpravách byl přemístěn vchod z jižní strany na západ. Žádná pozdější úprava již celkový vzhled synagogy příliš neovlivnila.
Bohoslužby se zde konaly do druhé světové války. Za nacistické okupace bylo zničeno vnitřní zařízení synagogy. Ve vestibulu byla po válce zazděna kovová schránka s pamětní listinou popisující minulost synagogy a se seznamem obětí nacistické rasové perzekuce z Třebíče. Roku 1954 byla Přední synagoga přestavěna podle projektu architekta Máčela na sbor Církve československé husitské. Poslední rekonstrukce a oprava proběhla v letech 1994–1995.

## Vzhled
Přední synagoga je volně stojící jednopatrová budova s obdélníkovým půdorysem a valbovou střechou. Interiér chrámu byl ovlivněn křesťanskými chrámy.
Na východní straně byla umístěna schránka na svitky tóry (תורה) – svatostánek (aron ha-kodeš; ארוןן הקדשׁ). V této schráně byly uchovávány kromě svitků Tóry stříbrné ozdoby pro svitky, kopie Megilly, šofar a jiné náboženské předměty. Před svatostánkem visel ozdobný závěs (parochet; פרכת). Vyvýšené řečniště (bima; בימה) se nacházelo na malé půlkruhové plošině ve středu synagogy. Muži se modlili odděleně od žen v dřevěných lavicích, ženy se modlívaly na galerii podepřené dvěma sloupy. Tato galerie byla přístupná pouze vnějším schodištěm. Hlavní sál byl prosvětlen dohromady šesti okny, na třech stranách po dvou oknech.
Podle plánu z roku 1859, na němž jsou vyznačena sedadla v mužské a ženské části, se jich tu nacházelo téměř 200 (114 mužských, 80 ženských) O držitelích jednotlivých sedadel byla nejpozději v 19. století vedena řádná evidence a již v 18. století si nejeden majitel domu nebo domovního dílu nechal kromě tohoto nemovitého majetku zapsat v úředních pozemkových knihách i svůj nárok na příslušná sedadla v mužské i ženské části synagogy.

### Použitá literatura
- Fišer, Rudolf: Třebíč, osudy židovských domů (1724–1850). Fibox, Třebíč 2005. ISBN 80-85571-18-8.
- Klenovský, Jaroslav: Židovské památky Moravy a Slezska. Era, Brno 2001. ISBN 80-86517-08-X.
- Fiedler, Jiří: Židovské památky v Čechách a na Moravě. Sefer, Praha 1992. ISBN 80-900895-1-8.
- Newman, Jaakov; Sivan, Gavriel: Judaismus od A do Z. Sefer, Praha 1992. ISBN 80-900895-3-4.